# فرقعة المفاصل
طقطقة أو فرقعة المفاصل هو الفعل الذي يتم فيه تحريك المفصل لينتج صوت فرقعة أو طقطقة حاد، ويحدث عادة خلال الفرقعة المتعمّدة لمحور المفصل، ويمكن حدوث الفرقعة في عدة مفاصل منها فقرات الظهر والعُنُق، والرسغ، والمرفق، والأكتاف، وأصابع القدم، والكواحل، والركبة، والفكين، والقدمين، وعظمة القص، ومنطقة وتر العرقوب. وبالرغم من الاعتقاد الشعبي الشائع من أن طقطقة(فرقعة) المفاصل ،خاصّة محاور المفاصل ، ينتج عنه التهاب المفاصل أو مشاكل أخرى في المفاصل، إلا أن الأبحاث الطبية أثبتت عدم وجود أي علاقة بين طقطقة المفاصل وفي أمراض المفاصل طويلة الأمد.

## الأسباب
الآلية الفيزيائية المسببة لصوت الطقطقة الناتج بواسطة الانحناء والالتواء أو الضغط على المفاصل غير مؤكدة. هنالك أسباب مقتَرَحة تتضمن ما يلي :
- يحدث صوت الطقطقة عند تمزق فقاعات موجودة داخل المفصل.[1]
- تكهّف في المفصل – فجوات صغيرة على شكل فراغ متجزئ في السائل الزليلي وعند انخماصها بسرعة ينتج صوت حاد.
- الشدّ السريع للأربطة[2]
- تحطم قوى التلاصق داخل المفصل.[2]

يوجد هنالك الكثير من النظريات التي تشرح طقطقة المفاصل. نظرية تكهّف السائل الزليلي لديها بعض الأدلة لدعم صحتها. عندما يتم التلاعب بالعمود الفقري، القوة المطبّقة تفصل سطح التمفصل من المفصل الزليلي المغلف كليا، وهذا بدوره يؤدي إلى انخفاض الضغط في تجويف المفصل، في هذه البيئة المنخفضة الضغط، بعض الغازات الذائبة في السائل الزليلي(والتي توجد بشكل طبيعي في كل سوائل الجسم) تغادر السائل صانعة فقاعات أو فجوات، سرعان ما تنهار على نفسها، منتجة صوت طقطقة (فرقعة). المحتويات الناتجة من فقاعات الغاز تكون على الغالب ثاني أكسيد الكربون. آثار هذه العملية ستضل فترة من الوقت تعرف هذه الفترة ب «دورة الحِران»، الفترة التي لا يمكن إعادة طقطقة المفصل فيها، والتي تستمر حوالي عشرين دقيقة، بينما يُعاد امتصاص الغازات إلى السائل الزليلي. وهنالك بعض الأدلة على أن ارتخاء الأربطة يكون مرتبطا مع زيادة الميل للتكهّف.
ومع ذلك، أدلة حديثة برهنت أن صوت الطقطقة يحدث عند تكوّن الفقاعات، وليس عند انخماصها.
فرقعة الأوتار أو النسيج الندبي البارز من مكانة (كالذي في متلازمة اصطكاك الورك) يستطيع أيضا توليد صوت فرقعة أو طقطقة عال.

## آثاره الضارة

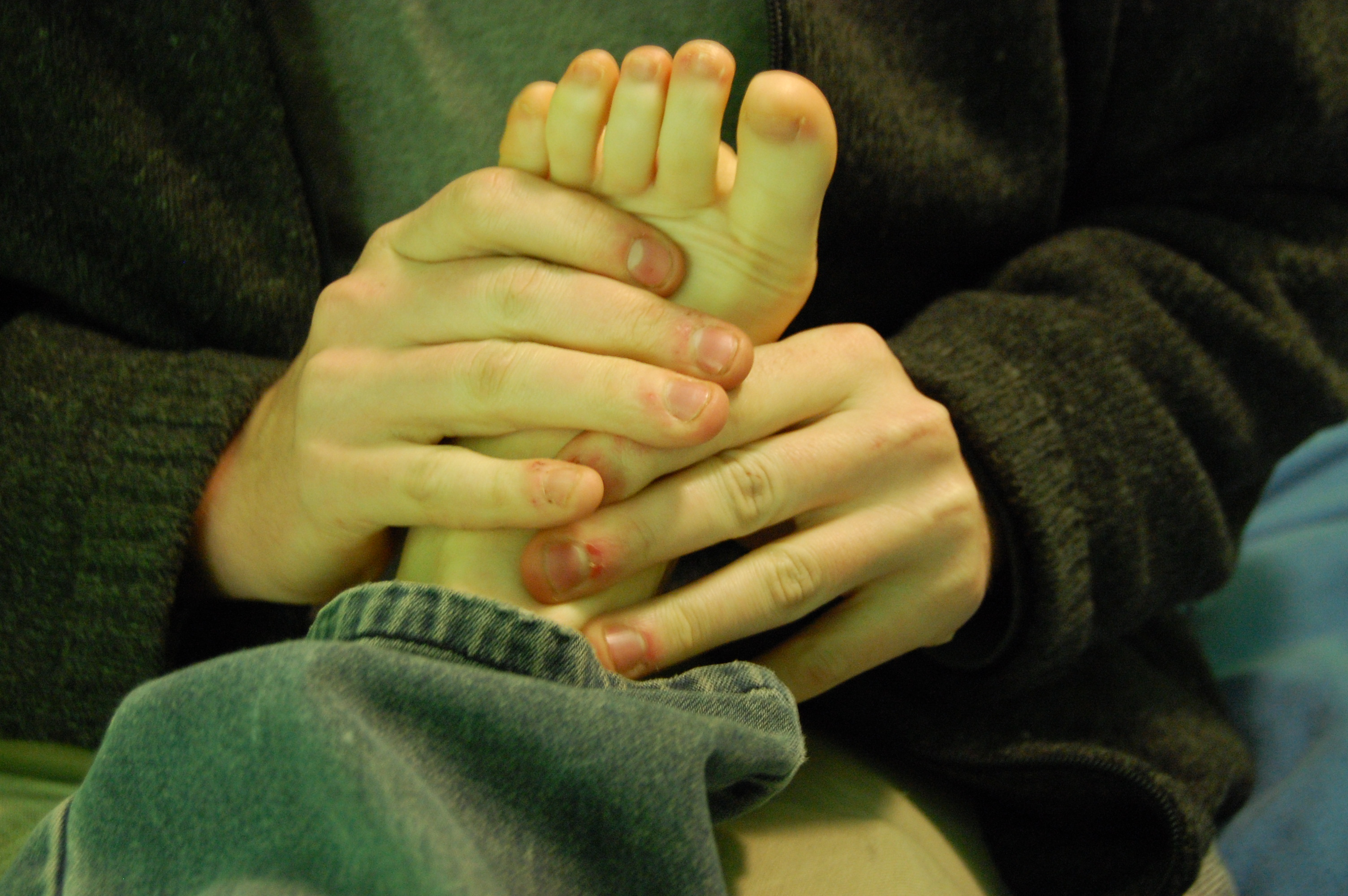
Cracking of the joints in the foot is sometimes used for massage

الإدعاء الشائع من أن طقطقة (فرقعة) محاور المفاصل يسبب التهاب المفاصل بدا غير مدعوم. حيث أُجريت دراسة عام 2011 وصُورت بالأشعة أيدي 215 شخص (تتراوح أعمارهم من 50 إلى 89) وتم مقارنة مفاصل الأشخاص الذين يطقطقون محاور المفاصل بانتظام مع الذين لا يفعلون ذلك. الدراسة أثبتت أن طقطقة محاور المفاصل لا يسبب التهاب العظم المفصلي، بغض النظر عن عمر الشخص أو عدد مرات طقطقة محاور المفاصل. دراسة سابقة أثبتت أيضا عدم زيادة التهاب المفاصل لأولئك اللذين يطقطقون محور المفصل بشكل مزمن؛ ومع ذلك، من يطقطقون محاور مفاصلهم بشكل اعتيادي أكثر عرضة لتورم المفصل وضعف قوة قبضة اليد.
 الطقطقة الاعتيادية للمفصل كانت مرتبطة مع العمل اليدوي، وعض الأظافر، والتدخين، وشرب الكحول، وقد اُقترح أنه يؤدي إلى ضعف اليد من الناحية الوظيفية. وقد اُنتقدت هذه الدراسة المبكرة لعدم أخذ العوامل الخارجية بعين الإعتبار، مثل ما إذا كانت القدرة على طقطقة أحد المفاصل مجتمعة مع الضعف الوظيفي لليد بدلاً من أن يكون السبب في ذلك.
هنالك الكثير من الطرق التي تعلمها الناس عن كيفية طقطقة مفاصل أصابعهم، واحدة من أشهر الطرق هي الضغط على المفصل بين العظم السنعي والسلاميات القريبة.
الطبيب دونالد أنجر طقطق (فرقع) محور المفصل في يده اليسرى كل يوم لأكثر من ستين سنة، ولم يطقطق المفصل في اليد اليمنى. لم يصب بالتهاب المفصل أو أي مرض في أي جهة من يديه، أربحه ذلك جائزة نوبل في الطب عام 2009، وهي محاكاة ساخرة على جائزة نوبل.